# Alberto Simões Medeiros
Alberto Simões Medeiros OMA (18 de Setembro de 1894 - 24 de Junho de 1962) foi um antigo administrador-geral da antiga Sociedade de Agricultura Colonial, na Ilha do Príncipe, empresa que serviu durante 48 anos.
Nascido na freguesia da Aguda, concelho de Figueiró dos Vinhos, Portugal, desempenhou uma variedade de cargos ao longo de sua carreira na Sociedade de Agricultura Colonial. Ele iniciou o seu percurso como empregado de Mato e empregado de terreiro, e posteriormente assumiu os cargos de escriturário, enfermeiro, feitor e administrador. Por fim, tornou-se administrador-geral, demonstrando zelo e dedicação em suas responsabilidades. Ele era altamente considerado e respeitado pelos diretores da respectiva empresa agrícola.
No dia 25 de Maio de 1954, durante a visita presidencial às antigas províncias portuguesas do ultramar, foi agraciado como Oficial da Ordem de Mérito Agrícola pelo então Presidente da República Portuguesa, General Francisco Higino Craveiro Lopes, numa cerimónia realizada nos Paços do Concelho da Ilha do Príncipe.
Faleceu em Figueiró dos Vinhos aos 67 anos, no dia 24 de Junho de 1962.